# Paulette Badjo Ezouehu
 (novembre 2024).
 (août 2018).
Paulette Badjo Ezouehu est depuis le 12 janvier 2016, ministre des Droits de l'Homme et des Libertés publiques de la Côte d'Ivoire.

## Biographie
Paulette Badjo Ezouehu est depuis le 12 janvier 2016, ministre des Droits de l'Homme et des Libertés publiques de la Côte d'Ivoire. Elle fait partie des quatre nouvelles femmes qui ont fait leur entrée au gouvernement de Côte d'Ivoire.

## Parcours professionnel
- Juil 2013-janv 2016 : Présidente de la Commission Nationale des Droits de l’Homme de Côte d’Ivoire.
- Avril-août 2012 : Présidente de la Commission Nationale d’Enquête sur les violations des droits de l’homme et du droit international humanitaire de la crise post-électorale.
- 2009-2013 : Conseillère à la Cour Suprême de Côte d’Ivoire - Chambre Judiciaire Magistrat hors hiérarchie.
- 2001-2007 : Juge à la Cour de Justice de L’Union Economique et Monétaire Ouest Africaine (UEMOA)
- 1997-2001 : Directrice de l’École de la Magistrature et des Professions Judiciaires en Côte d’Ivoire.
- 1996-1997 : Présidente de la chambre commerciale de la Cour d’Appel d’Abidjan.
- 1993-1996 : Vice-présidente du Tribunal de Première Instance d’Abidjan.
- Oct 1992-déc 1993 : Substitut Général du Parquet près la Cour d’Appel d’Abidjan.
- Oct 1984-oct 1992 : Tribunal de Première Instance d’Abidjan (substitut du procureur de la République, juge des tutelles, juge d’instruction, présidente de la chambre commerciale, juge commissaire et juge des référés).

## Éducation
Paulette Badjo Ezouehu est diplômée de l'école de la Magistrature de Paris, Diplôme de Magistrature en juin 1984 après une Maitrise en Droit privé obtenue a  l'Université Paris X- Nanterre- en juillet 1982.